# Vammalan Lentopallo 2016-2017
Questa voce raccoglie le informazioni riguardanti il Vammalan Lentopallo nelle competizioni ufficiali della stagione 2016-2017.

## Organigramma societario
Area direttiva
- Presidente: Jarmo Nieminen

Area tecnica
- Allenatore: Sami Kurttila
- Allenatore in seconda: Janne Kangaskokko

## Rosa
| N° | Nome            | Ruolo | Data di nascita  | Nazionalità sportiva |
| -- | --------------- | ----- | ---------------- | -------------------- |
| 1  | Jacob Guymer    | C     | 21 giugno 1993   | Australia            |
| 2  | Urpo Sivula     | S/O   | 15 marzo 1988    | Finlandia            |
| 3  | Thomas Carmody  | C     | 24 novembre 1992 | Stati Uniti          |
| 4  | Anssi Vesanen   | C     | 21 febbraio 1980 | Finlandia            |
| 5  | Timo Jokinen    | S     | 5 maggio 1989    | Finlandia            |
| 6  | Joonas Oksala   | C     | 4 maggio 1991    | Finlandia            |
| 7  | Mikko Esko      | P     | 3 settembre 1988 | Finlandia            |
| 8  | Jesper Jylhä    | P     | 13 gennaio 1996  | Finlandia            |
| 9  | Niko Kärkkäinen | S     | 18 giugno 1994   | Finlandia            |
| 10 | Jarmo Korhonen  | L     | 25 luglio 1986   | Finlandia            |
| 11 | Peetu Mäkinen   | S     | 19 agosto 1995   | Finlandia            |
| 13 | Olli Kunnari    | S     | 2 febbraio 1982  | Finlandia            |
| 17 | Jesús Chourio   | S/O   | 2 gennaio 1991   | Venezuela            |